# 田崎由美子
田崎 由美子（たさき ゆみこ、7月20日 - ）は、日本の女性声優。栃木県出身。

## 人物
以前はメディアフォース、イエローテイルに所属していた。
趣味は献血、映画鑑賞、読書、人間探究、アクセサリー作り、水彩画、カラオケ、弓道。特技は似顔絵、ヒップホップダンス。
資格は美容師免許、スキンケアアーティスト・ネイルアーティスト、弓道準初段、普通自動車。

## 出演作品

### テレビアニメ
- カレイドスター（女性客、女性達、ホテルフロント、女の子C）
- ケロロ軍曹（母親、奥様、料理の先生、原画マン、子供、スケバン、女子）
- 絢爛舞踏祭 ザ・マーズ・デイブレイク（女）
- SAMURAI7

### OVA
- 低俗霊DAYDREAM

### 吹き替え
- クライモリ
- シングルス
- バビロン5
- 44ミニッツ
- ふたつの恋と砂時計
- プレイボーイチャンネル

### 吹き替えアニメ
- CARTOON CARTOON